# Culisele puterii
Culisele puterii (engleză House of Cards) este un serial thriller-dramatic-politic american creat de Beau Willimon. Este o adaptare a modelului BBC, mini-serial cu același nume și este bazat pe romanul lui Michael Dobbs. Primul sezon are 13 episoade, premiera a avut loc la data de 1 februarie 2013, pe serviciul de streaming Netflix. Fiecare sezon are 13 episoade. Willimon, a declarat că planurile pentru spectacolul viitor sunt decise după fiecare sezon.
Stabilit în 2010 la Washington, D.C, House of Cards este povestea Congresmanului Frank Underwood (Kevin Spacey), un democrat din Carolina de Sud. După ce eșuează în a fi desemnat în postul de Secretar de Stat, el inițiază un plan elaborat pentru a ajunge într-o poziție de putere mai mare, ajutat de soția lui, Claire Underwood (Robin Wright). Seria se ocupă în principal cu teme de pragmatism nemilos, manipulare și putere.
House of Cards a primit recenzii pozitive și mai multe nominalizari. Până în prezent, a primit 33 nominalizări Primetime Emmy Award, inclusiv Outstanding Drama Series, Outstanding Lead Actor pentru Kevin Spacey și pentru Robin Wright, pentru fiecare dintre primele cinci sezoane.  De asemenea, serialul a câștigat 8 nominalizări Golden Globe Award.

## Distribuție
- Kevin Spacey - Francis J. "Frank" Underwood
- Robin Wright - Claire Underwood
- Kate Mara - Zoe Barnes
- Corey Stoll - Peter Russo
- Michael Kelly - Douglas "Doug" Stamper
- Kristen Connolly - Christina Gallagher
- Sakina Jaffrey - Linda Vasquez
- Sandrine Holt - Gillian Cole
- Constance Zimmer - Janine Skorsky
- Michel Gill - Garrett Walker
- Sebastian Arcelus - Lucas Goodwin
- Mahershala Ali - Remy Danton
- Boris McGiver - Tom Hammerschmidt
- Nathan Darrow - Edward Meechum
- Rachel Brosnahan - Rachel Posner
- Molly Parker - Jacqueline "Jackie" Sharp
- Gerald McRaney - Raymond Tusk
- Jayne Atkinson - Catherine "Cathy" Durant
- Jimmi Simpson - Gavin Orsay
- Mozhan Marnò - Ayla Sayyad
- Elizabeth Marvel - Heather Dunbar
- Derek Cecil - Seth Grayson
- Paul Sparks - Thomas Yates
- Joel Kinnaman - Will Conway
- Kim Dickens - Kate Baldwin
- Lars Mikkelsen - Viktor Petrov
- Neve Campbell - LeAnn Harvey
- Campbell Scott - Mark Usher
- Patricia Clarkson - Jane Davis
- Dominique McElligott - Hannah Conway
- Korey Jackson - Sean Jeffries
- Damian Young - Aidan Macallan
- James Martinez - Alex Romero
- Ben Daniels - Adam Galloway
- Reg E Cathey - Freddy Hayes Rip